# Střelba na Blackville–Hilda High School
Střelba na Blackville–Hilda High School se odehrála dne 12. října 1995 v městě Blackville v Jižní Karolíně. Střelcem byl šestnáctiletý Anthony Sincino, jeden ze studentů, který byl ze školy vyloučen. Smrtelně postřelil jednoho učitele, druhého zranil a nakonec spáchal sebevraždu.

## Incident
Dne 12. října 1995 pachatel vešel do budovy zadním vchodem s revolverem. Zamířil do třídy, kde vyučoval učitel Johnny Thompson a střelil jej do obličeje. Z místnosti poté odešel a zaútočil na učitelku matematiky Phylis Senn, která byla později nalezena mrtvá ve svém kabinetě. Nejdříve vyšetřovatelé pracovali s verzí, že učitelka zemřela na infarkt, později ale bylo potvrzeno postřelení jako pravá příčina úmrtí.
Tělo Anthonyho Sincina bylo nalezeno později před dveřmi školní kanceláře. Podle všeho spáchal sebevraždu.

## Pachatel
Anthony byl Afroameričan a všichni lidi, které napadl nebo se pokusil napadnout (jako je ředitel školy, kterého Sincino údajně nějakou dobu před střelbou pronásledoval) byli bílé pleti, což vzbudilo spekulace o rasovém motivu útoku. Toto tvrzení bylo podpořeno i Anthonyho matkou, která byla často spolu se synem obětí rasismu. Anthony měl dříve problémy s disciplínou, které časem vyústilo v jeho vyloučení ze školy v roce 1994. Po znovupřijetí byl opět vyloučen za nevhodná gesta ve školním autobuse. Tyto disciplinární akce byly považovány za zbytečně tvrdé lidmi, jako třeba přítelkyní Anthonyho, Latishy Grant. V komunitě se široce věřilo tomu, že důvodem pro tvrdé tresty byl právě to, že byl Anthony Afroameričan.